# District de Sunchang
Le district de Sunchang est un district de la province du Jeolla du Nord, en Corée du Sud.

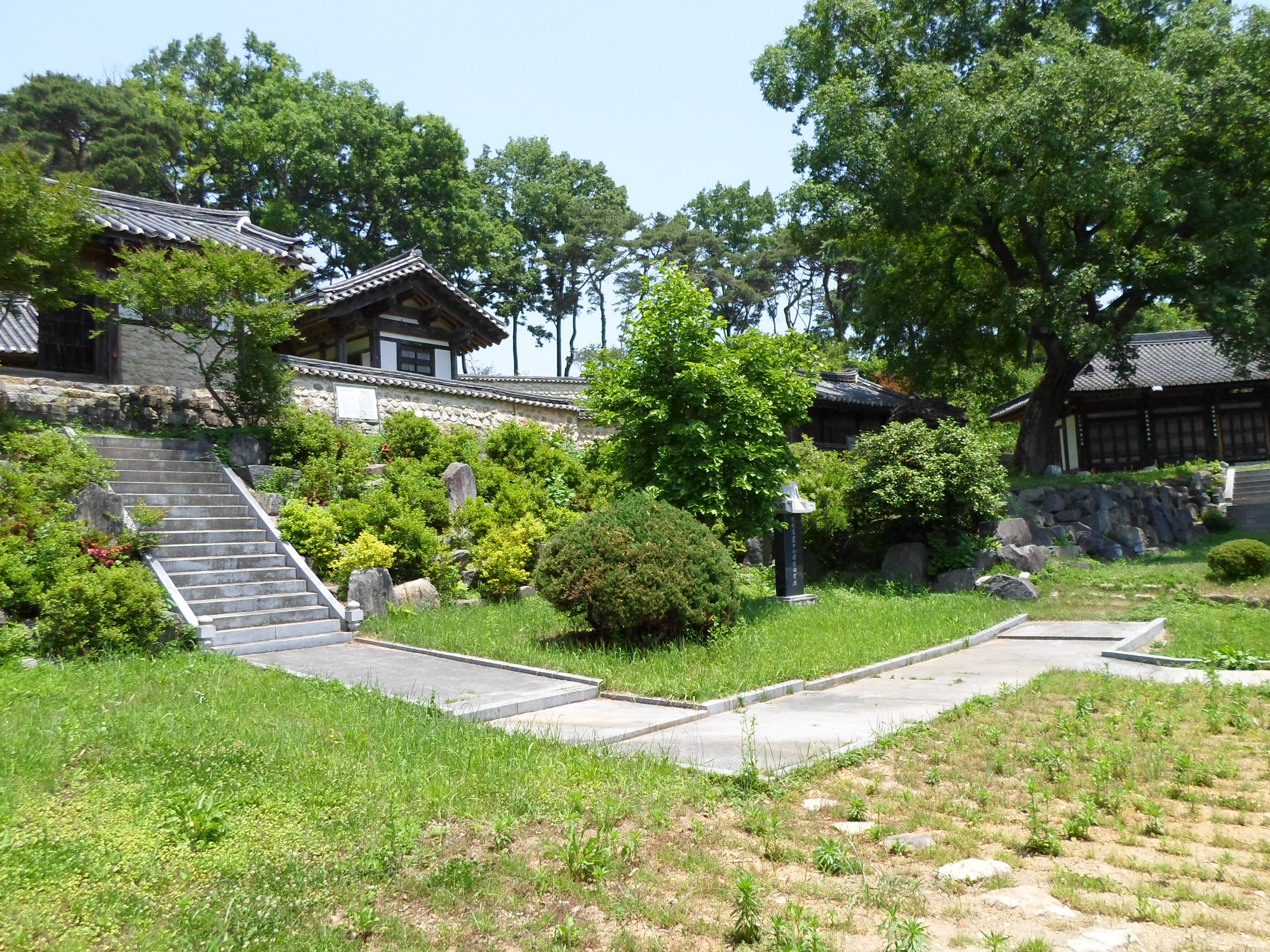
Monument Jeollabuk-do n° 86, épouse de M. Seol, entretenu par M. Shin Gyeong-jun.

## Culture
Le district est renommé pour sa pâte de piments dite gochujang.